# Emily Sweeney
Emily Sweeney (Portland, 16 de marzo de 1993) es una deportista estadounidense que compite en luge. Ganó tres medallas en el Campeonato Mundial de Luge, en los años 2019 y 2025.

## Palmarés internacional
| Campeonato Mundial | Campeonato Mundial    | Campeonato Mundial | Campeonato Mundial |
| Año                | Lugar                 | Medalla            | Prueba             |
| ------------------ | --------------------- | ------------------ | ------------------ |
| 2019               | Winterberg (Alemania) | Medalla de bronce  | Individual         |
| 2025               | Whistler (Canadá)     | Medalla de plata   | Individual mixto   |
| 2025               | Whistler (Canadá)     | Medalla de bronce  | Individual         |